# Andrzej Zaucha
Andrzej Zaucha, é um escritor e jornalista nascido em 1967 na Polónia, na cidade de Zakliczyn, perto de Tarnów.